# Esther Borao
Esther Borao Moros (Gallur, 14 de enero de 1988) es una ingeniera industrial española especializada en automática y robótica.

## Trayectoria
Borao se graduó en la Universidad de Zaragoza en 2011. Ese mismo año, consiguió una beca Erasmus por la que pudo estudiar en la Universidad de Tecnología de Varsovia, en Polonia. En 2012, le concedieron una beca Séneca para continuar con su formación un año más en la Universidad de Sevilla. Al finalizar sus estudios, entre julio de 2013 y enero de 2014, formó parte del equipo de investigadores del Proyecto ARCAS, Aerial Robotics Cooperative Assembly System de la Universidad de Sevilla, que proponía desarrollar el primer sistema cooperativo de robot de vuelo libre que pudiera construir y ensamblar estructuras, para facilitar la construcción de plataformas para el aterrizaje de aeronaves en el espacio, entre otros objetivos.
En 2015, participó en el desarrollo de "HAIZE, the magic compass" (HAIZE, la brújula mágica) junto a Luis Antonio Martín Nuez y Javier Soto, un dispositivo bluetooth que, conectado al móvil, funciona a través de la voz y está especialmente diseñado para orientar a los ciclistas. Este proyecto fue finalista del premio Adecco a la idea más brillante en el VI Congreso de Mentes Brillantes en 2015. También ganó el European Youth Award para jóvenes emprendedores en 2016, en la categoría Go Green. Este galardón lo concede el International Center for New Media (ICNM), con el apoyo del Consejo de Europa, a proyectos de base digital que aporten valor social.
Entre 2015 y 2016, Borao formó parte del departamento de ciencia de ‘El Hombre de Negro‘, del programa El hormiguero de Antena 3. Durante esa etapa, creó un robot al que se bautizó como 'Moncho' y que tuvo varias apariciones en el programa.
Como miembro de la asociación tecnológica zaragozana Makeroni Labs, formó parte del desarrollo de "The Eye of Horus", un dispositivo que permite interactuar con elementos del entorno utilizando únicamente la mirada. Este proyecto fue uno de los ganadores del concurso Space Apps Challenge en 2015 que organiza la NASA. También fue semifinalista del UAE AI & Robotics Award for Good que se organiza en Dubái, el único proyecto español seleccionado para el certamen de entre un total de 600.
En 2017, Borao creó la empresa Innovart, una extensión de Makeroni Labs, junto a Luis Martín y Jorge Mata, enfocada a la tecnología desde diferentes puntos de vista: educación, proyectos artísticos o electrónica personalizada. A través de este proyecto, los tres gestionan el laboratorio ciudadano La Remolacha HackLab de Zaragoza Activa, y en el que han desarrollado el primer logotipo "vivo" del mundo.
Borao también fue cofundadora y principal impulsora del proyecto "The Ifs", junto a Luis Antonio Martín Nuez, Borja Latorre y Fergus Reig, un juguete educativo integrado por cuatro robots con forma de cubo para enseñar a niños a partir de 3 años a programar sin pantalla. El proyecto, basado en programación tangible, se desarrolló en una primera fase en el Centro Santander YUZZ, con la colaboración de la Universidad de Zaragoza y el Ayuntamiento Zaragoza. Ganó en 2017 el Programa YUZZ de emprendimiento del Banco Santander, y Borao obtuvo una plaza para viajar a Silicon Valley junto a otros 51 emprendedores españoles que participaron en el mismo certamen. El mismo año "The Ifs" fue elegido para el proyecto de Empleabilidad Joven Think Big de la Fundación Telefónica, y ganó el primer premio del programa de aceleración de proyectos "Ideas Camp", que concede la Fundación Rafael Pino y Vodafone. En 2018, el proyecto fue seleccionado por el Ayuntamiento de Zaragoza para una campaña de crowdfunding lo que ha permitido que siga desarrollándose.
Después de varios años participando en diversos concursos en diferentes partes del mundo tomó conciencia de cómo la creación y el juego con robots estaba más dirigido a los niños que a las niñas. A partir de ahí, empezó a interesarse por las mujeres y el lugar que ocupan en el campo tecnológico. Contactó con Cristina Aranda, cofundadora de Mujeres Tech, una asociación fundada en 2015, sin ánimo de lucro que promueve la presencia de mujeres en el ámbito digital. Desde entonces, Esther Borao viaja a EE. UU. junto a otras emprendedoras, crearon un campamento para enseñar nuevas tecnologías a niñas y cada año se celebra un evento en Zaragoza con el apoyo de Google.
Desde octubre de 2019 está al frente del Instituto Tecnológico de Aragón (Itainnova).
El 12 de marzo de 2020 puso en marcha un grupo de Telegram instando a fabricar un respirador en código abierto, y con un llamamiento a makers, investigadores de robótica y educadores para idear cómo ayudar ante el trance del COVID-19. Fue tal la respuesta que tuvo que contar con los ingenieros Marcos Castillo y Luis González Aller para organizar a las personas voluntarias en grupos de diseño industrial, electrónica y software para crear respiradores a partir de impresoras 3D.
Se compartió un enorme volumen de información, por lo que David Cuartielles, uno de los referentes del hardware libre y cofundador de Arduino, y César García, del canal La Hora Maker, lo trasladaron a un foro al que pronto se sumó personal médico para resolver dudas. Después de dos semanas, ya estaban respondiendo a la carencia de EPIs. Desde subgrupos por comunidades autónomas y después, por provincias, comenzó el reparto de pantallas protectoras a los sanitarios.
Desde el Instituto Tecnológico de Aragón que dirige Borao, han apoyado proyectos de innovación frente al COVID-19ː Coronavirus Makers de Aragón han gestionado y montado viseras; realizaron los ensayos de compatibilidad electromagnética y de ruido de un prototipo de respirador -ideado por el ingeniero Jorge Cubeles- en colaboración con Bochs y Siemens, que ya han probado pulmones artificiales.
Esther Borao se define como una maker, "Alguien que crea y comparte, porque, por un lado, quiere aprender y, por otro, poner el conocimiento al servicio de los demás para seguir mejorando".